# Tyrone Britt
Tyrone Britt (8 aprile 1944) è un ex cestista statunitense, professionista nella NBA.